# Trophée Scotty-Munro
Pour les articles homonymes, voir Munro (homonymie).
Le trophée Scotty-Munro (en anglais : Scotty Munro Memorial Trophy) est un trophée remis annuellement au champion de la saison régulière dans la Ligue de hockey de l'Ouest.
Le trophée fut nommé en l'honneur de Scotty Munro, un des fondateurs de la LHOu qui fut également directeur général des Bruins d'Estevan et ultérieurement directeur général et entraîneur-chef des Centennials de Calgary.

## Gagnant du trophée
| Saison    | Vainqueur                 | Points |
| --------- | ------------------------- | ------ |
| 1966-1967 | Oil Kings d'Edmonton      | 78     |
| 1967-1968 | Bombers de Flin Flon      | 99     |
| 1968-1969 | Bombers de Flin Flon      | 94     |
| 1969-1970 | Bombers de Flin Flon      | 84     |
| 1970-1971 | Oil Kings d'Edmonton      | 91     |
| 1971-1972 | Centennials de Calgary    | 101    |
| 1972-1973 | Blades de Saskatoon       | 103    |
| 1973-1974 | Pats de Regina            | 97     |
| 1974-1975 | Cougars de Victoria       | 99     |
| 1975-1976 | Bruins de New Westminster | 112    |
| 1976-1977 | Wheat Kings de Brandon    | 116    |
| 1977-1978 | Wheat Kings de Brandon    | 106    |
| 1978-1979 | Wheat Kings de Brandon    | 125    |
| 1979-1980 | Winter Hawks de Portland  | 107    |
| 1980-1981 | Cougars de Victoria       | 121    |
| 1981-1982 | Broncos de Lethbridge     | 100    |
| 1982-1983 | Blade de Saskatoon        | 105    |
| 1983-1984 | Oilers Junior de Kamloops | 100    |
| 1984-1985 | Raiders de Prince Albert  | 119    |
| 1985-1986 | Tigers de Medicine Hat    | 109    |
| 1986-1987 | Blazers de Kamloops       | 113    |
| 1987-1988 | Blades de Saskatoon       | 97     |
| 1988-1989 | Broncos de Swift Current  | 111    |
| 1989-1990 | Blazers de Kamloops       | 112    |
| 1990-1991 | Blazers de Kamloops       | 102    |
| 1991-1992 | Blazers de Kamloops       | 106    |
| 1992-1993 | Broncos de Swift Current  | 100    |
| 1993-1994 | Blazers de Kamloops       | 106    |
| 1994-1995 | Blazers de Kamloops       | 110    |
| 1995-1996 | Wheat Kings de Brandon    | 105    |
| 1996-1997 | Hurricanes de Lethbridge  | 97     |
| 1997-1998 | Winter Hawks de Portland  | 111    |
| 1998-1999 | Hitmen de Calgary         | 110    |
| 1999-2000 | Hitmen de Calgary         | 120    |
| 2000-2001 | Rebels de Red Deer        | 114    |
| 2001-2002 | Rebels de Red Deer        | 100    |
| 2002-2003 | Rockets de Kelowna        | 109    |
| 2003-2004 | Rockets de Kelowna        | 98     |
| 2004-2005 | Ice de Kootenay           | 104    |
| 2005-2006 | Tigers de Medicine Hat    | 103    |
| 2006-2007 | Silvertips d'Everett      | 111    |
| 2007-2008 | Americans de Tri-City     | 108    |
| 2008-2009 | Hitmen de Calgary         | 122    |
| 2009-2010 | Hitmen de Calgary         | 107    |
| 2010-2011 | Blades de Saskatoon       | 115    |
| 2011-2012 | Oil Kings d'Edmonton      | 107    |
| 2012-2013 | Winter Hawks de Portland  | 117    |
| 2013-2014 | Rockets de Kelowna        | 118    |
| 2014-2015 | Wheat Kings de Brandon    | 114    |
| 2015-2016 | Royals de Victoria        | 106    |
| 2016-2017 | Pats de Regina            | 112    |
| 2017-2018 | Warriors de Moose Jaw     | 109    |
| 2018-2019 | Raiders de Prince Albert  | 112    |
| 2019-2020 | Winterhawks de Portland   | 97     |
| 2020-2021 | Oil Kings d'Edmonton      | 41     |
| 2021-2022 | Ice de Winnipeg           | 111    |
| 2022-2023 | Ice de Winnipeg           | 115    |
| 2023-2024 | Blades de Saskatoon       | 105    |
| 2024-2025 | Silvertips d'Everett      | 104    |